# Pol Braekman
Pol Braekman (eigentlich Hippolyte Braekman; * 22. November 1919 in Anderlecht; † 15. November 1994) war ein belgischer Hürdenläufer und Sprinter.
1946 gewann er bei den Europameisterschaften in Oslo Silber über 110 Meter Hürden. In der 4-mal-100-Meter-Staffel wurde er mit dem belgischen Team Sechster, und über 100 Meter schied er im Halbfinale aus.
Bei den Olympischen Spielen 1948 in London erreichte er über 110 Meter Hürden das Halbfinale. Über 100 Meter und in der 4-mal-100-Meter-Staffel scheiterte er im Vorlauf.
1950 kam er bei den Europameisterschaften in Brüssel über 110 Meter Hürden nicht über die erste Runde hinaus.

## Persönliche Bestzeiten
- 100 m: 10,5 s, 15. August 1947, Brügge
- 110 m: 14,5 s, 22. Juli 1945, Bern